# Olaf Halle
Olaf Halle ist ein deutscher Segler.

## Werdegang
Halle, Mitglied des Segelclubs Rhe Hamburg, gewann in der Bootsklasse Conger 1987, 1988 sowie durchgehend von 1990 bis 1996, 1998 und 2000 die deutsche Meisterschaft. 2000 siegte er an der Seite von Dorothee Halle, die vorherigen DM-Titel errang er jeweils zusammen mit Günter Halle. 1997, 2001 und 2002 wurde Olaf Halle in derselben Bootsklasse Zweiter der deutschen Meisterschaft und 1999 Dritter.